# Toxicocalamus loriae
Espèce
Synonymes
- Apistocalamus loriae Boulenger, 1898
- Pseudapistocalamus nymani Lönnberg, 1900
- Apistocalamus pratti Boulenger, 1904
- Apisthocalamus loennbergi Boulenger, 1908
- Apisthocalamus lamingtoni Kinghorn, 1928

Toxicocalamus loriae est une espèce de serpents de la famille des Elapidae.

## Répartition
Cette espèce est endémique de Nouvelle-Guinée.

## Étymologie
Cette espèce est nommée en l'honneur de l'explorateur Lamberto Loria (1855–1913).

## Publication originale
- Boulenger, 1898 : An account of the reptiles and batrachians collected by Dr. L. Loria in British New Guinea. Annali del Museo Civico di Storia Naturale di Genova, ser. 2, vol. 18, p. 694-710 (texte intégral).